# Günther Schulz (Mathematiker)
Karl Edmund Günther Schulz (* 30. November 1903 in Berlin-Charlottenburg; † 19. November 1962 in Stuttgart) war ein deutscher Mathematiker.
Schulz studierte ab 1922 Mathematik an der Universität Berlin, an der er 1928 bei Felix Jentzsch promoviert wurde (Über die Prüfung optischer Systeme mit Rastern) und 1929 das Staatsexamen ablegte. Danach war er Assistent an der Universität Berlin, habilitierte sich dort 1937 und habilitierte sich 1938 an der TH Berlin um. In den 1930er Jahren veröffentlichte er in der Zeitschrift Deutsche Mathematik, so seine Habilitationsschrift Grenzwertsätze für die Wahrscheinlichkeiten verketteter Ereignisse. 1943 wurde er außerplanmäßiger Professor an der TH Berlin, beauftragt mit der Vertretung einer ordentlichen Professur, was er bis 1945 blieb. Ab 1946 war er wissenschaftlicher Mitarbeiter am Mathematischen Forschungsinstitut Oberwolfach. 1946 wurde er ordentlicher Professor an der TH Aachen und 1951 an der TH Stuttgart.
Er befasste sich mit singulären Integralgleichungen, numerischer Mathematik (Extrapolationsverfahren für gewöhnliche Differentialgleichungen) und Grundlagen der Hydrodynamik.

## Schriften
- Formelsammlung zur praktischen Mathematik, Sammlung Göschen, De Gruyter 1937